# Gare de City Thameslink
City Thameslink est une gare ferroviaire souterraine située au centre de Londres sur la ligne Thameslink.  
Elle a été construite pour remplacer la gare de Holborn Viaduct (en), qui a fermé en 1990. Elle a été ouverte sous le nom de St Paul's Thameslink (d'après le nom de la Cathédrale Saint-Paul), mais a changé en City Thameslink en 1991 pour éviter toute confusion avec la station de St. Paul's.